# توشيهيكو أوكيموني
توشيهيكو أُوكيموني (باليابانية: 沖宗 敏彦) (7 سبتمبر 1959 في هيروشيما في اليابان – )؛ هو لاعب كرة قدم ياباني سابق كان يلعب كمدافع. سبق له أن لعب مع منتخب اليابان.

## وصلات خارجية
- توشيهيكو أوكيموني على موقع الاتحاد الدولي (مؤرشف)  (الإنجليزية)
- توشيهيكو أوكيموني على موقع ناشيونال فوتبول تيمز (الإنجليزية)
- توشيهيكو أوكيموني على موقع عالم كرة القدم.نت (الإنجليزية)
- National Football Teams
- Japan National Football Team Database